# Edward Ssekandi
Edouard Ssekandi, né le 19 janvier 1943 à Masaka, est un avocat et homme politique ougandais, vice-président du pays du 24 mai 2011 au 14 juin 2021.